# Hidrogeologia
Hidrogeologia é o ramo das Geociências (ciências da terra) que estuda as águas subterrâneas quanto ao seu movimento, volume, distribuição e qualidade.
Conforme o tipo de rocha a água nela armazenada comporta-se de maneira diferente. Em rochas porosas a velocidade de deslocamento e capacidade de armazenamento são maiores que em rochas cristalinas. Através da hidrogeologia é possível verificar a vazão de poço, a recarga do aquífero e outras informações necessárias ao bom aproveitamento e proteção destes depósitos subterrâneos de água. O ramo da hidrogeologia que se dedica ao estudo da componente dinâmica das águas subterrâneas é a hidrodinâmica.O ramo de hidrogeologia que se dedica à componente química das águas subterrâneas é a hidro química e o ramo que se dedica ao estudo da inter-relação química entre as águas subterrâneas e as rochas é designado por hidro geoquímica.
Com base na mineralogia e no grau de alterabilidade dos minerais das rochas é possível prever a qualidade química natural de uma água subterrânea, a qual é definida pela importância relativa dos principais elementos químicos dissolvidos que a água apresenta, sódica, cálcica ou magnesiana, para os catiões, cloretada, bicarbonarada ou sulfatada, para os aniões.
Outros ramos da hidrogeologia dedicam-se a tipos especiais de águas (termais, minerais, por exemplo) ou a tipos de atividades específicas, caso da hidrogeologia mineira, onde os estudos se centram na tentativa de evitar que as águas subterrâneas prejudiquem o funcionamento de minas (por vezes com fortes inundações que prejudicam os trabalhos mineiros e têm consequências económicas graves na indústria mineira). Esse mesmo ramo da hidrogeologia dedica-se também ao estudo da contaminação mineira das águas subterrâneas e ao estudo dos resíduos líquidos provenientes de escombreiras, com o desenvolvimento de soluções que possam minimizar ou evitar as consequências para o ambiente dos resultados dessa contaminação (águas de mina).